# Phyllanthus ovalifolius
Phyllanthus ovalifolius là một loài thực vật có hoa trong họ Diệp hạ châu. Loài này được Forssk. miêu tả khoa học đầu tiên năm 1775.